# Verberie
Verberie és un municipi francès, situat al departament de l'Oise i a la regió dels Alts de França. L'any 2007 tenia 3.466 habitants.

## Demografia

### Població
El 2007 la població de fet de Verberie era de 3.466 persones. Hi havia 1.372 famílies de les quals 376 eren unipersonals (136 homes vivint sols i 240 dones vivint soles), 340 parelles sense fills, 464 parelles amb fills i 192 famílies monoparentals amb fills.
La població ha evolucionat segons el següent gràfic:
Habitants censats

### Habitatges
El 2007 hi havia 1.490 habitatges, 1.395 eren l'habitatge principal de la família, 23 eren segones residències i 72 estaven desocupats. 993 eren cases i 487 eren apartaments. Dels 1.395 habitatges principals, 756 estaven ocupats pels seus propietaris, 589 estaven llogats i ocupats pels llogaters i 50 estaven cedits a títol gratuït; 33 tenien una cambra, 167 en tenien dues, 321 en tenien tres, 398 en tenien quatre i 476 en tenien cinc o més. 944 habitatges disposaven pel capbaix d'una plaça de pàrquing. A 655 habitatges hi havia un automòbil i a 537 n'hi havia dos o més.

### Piràmide de població
La piràmide de població per edats i sexe el 2009 era:
| Homes | Edats   | Dones |
| ----- | ------- | ----- |
| 0     | 95 o +  | 4     |
| 8     | 90 a 94 | 12    |
| 12    | 85 a 89 | 40    |
| 12    | 80 a 84 | 16    |
| 32    | 75 a 79 | 40    |
| 36    | 70 a 74 | 84    |
| 60    | 65 a 69 | 72    |
| 40    | 60 a 64 | 76    |
| 64    | 55 a 59 | 60    |
| 108   | 50 a 54 | 92    |
| 85    | 45 a 49 | 92    |
| 116   | 40 a 44 | 92    |
| 152   | 35 a 39 | 132   |
| 113   | 30 a 34 | 189   |
| 152   | 25 a 29 | 116   |
| 100   | 20 a 24 | 105   |
| 92    | 15 a 19 | 84    |
| 152   | 10 a 14 | 124   |
| 140   | 5 a 9   | 140   |
| 141   | 0 a 4   | 144   |

## Economia
El 2007 la població en edat de treballar era de 2.301 persones, 1.729 eren actives i 572 eren inactives. De les 1.729 persones actives 1.553 estaven ocupades (834 homes i 719 dones) i 176 estaven aturades (87 homes i 89 dones). De les 572 persones inactives 139 estaven jubilades, 209 estaven estudiant i 224 estaven classificades com a «altres inactius».

### Ingressos
El 2009 a Verberie hi havia 1.472 unitats fiscals que integraven 3.644 persones, la mediana anual d'ingressos fiscals per persona era de 18.641 €.

### Activitats econòmiques
Dels 192 establiments que hi havia el 2007, 1 era d'una empresa extractiva, 3 d'empreses alimentàries, 4 d'empreses de fabricació de material elèctric, 13 d'empreses de fabricació d'altres productes industrials, 25 d'empreses de construcció, 39 d'empreses de comerç i reparació d'automòbils, 15 d'empreses de transport, 8 d'empreses d'hostatgeria i restauració, 3 d'empreses d'informació i comunicació, 9 d'empreses financeres, 11 d'empreses immobiliàries, 28 d'empreses de serveis, 22 d'entitats de l'administració pública i 11 d'empreses classificades com a «altres activitats de serveis».
Dels 47 establiments de servei als particulars que hi havia el 2009, 1 era una gendarmeria, 1 oficina de correu, 3 oficines bancàries, 3 tallers de reparació d'automòbils i de material agrícola, 1 taller d'inspecció tècnica de vehicles, 1 autoescola, 5 paletes, 3 guixaires pintors, 4 fusteries, 5 lampisteries, 5 electricistes, 4 perruqueries, 1 veterinari, 4 restaurants, 5 agències immobiliàries i 1 tintoreria.
Dels 18 establiments comercials que hi havia el 2009, 1 era un hipermercat, 3 botiges de menys de 120 m², 3 fleques, 2 carnisseries, 1 una peixateria, 2 botigues de roba, 2 botigues de mobles, 1 una botiga de mobles, 1 un drogueria i 2 floristeries.
L'any 2000 a Verberie hi havia 4 explotacions agrícoles.

## Equipaments sanitaris i escolars
L'únic equipament sanitari que hi havia el 2009 era una farmàcia.
El 2009 hi havia 1 escola maternal i 2 escoles elementals. Verberie disposava d'un col·legi d'educació secundària amb 596 alumnes.

## Fills predilectes
- Charles Bernard Desormes (1777-1862), químic

## Poblacions més properes
El següent diagrama mostra les poblacions més properes.